# Some Day One Day
«Some Day One Day» (укр. «Одного разу») — четверта пісня другого студійного альбому «Queen II» (1974) британського рок-гурту «Queen». Написана соло-гітаристом Браяном Меєм, він же виконав вокал до неї. Це перша пісня в історії гурту, заспівана Меєм. «Some Day One Day» ніколи не виконувалася на концертах. Пісня висловлює в короткій формі «білу сторону» альбому.

## Про пісню
«Some Day One Day» — балада, в якій накладаються одночасно одна на одну акустична і електрична гітари. Як і в композиції «Procession» і «Father to Son», кілька партій електрогітари накладені одна на одну для додання особливого багатошарового звучання.
Браян Мей про «Some Day One Day»:

«„Some Day One Day“ народилася з моєї печалі про те, що відносини, здавалося б, не можуть бути бездоганними на землі, і я уявляв місце у вічності, де речі були б іншими… Акустичний „лоскіт“ і накладені гладкі тривалі електрогітари були призначені, щоб написати картину цього світу. У той час люди ще говорили мені, що я не зможу накладати свої повністю перевантажені гітари на акустичний ритм. Але, звичайно, я зміг»
Оригінальний текст (англ.)
«Well, "Some Day One Day" was born of my sadness that a relationship seemingly could not be perfect on earth, and I was visualising a place in eternity where things would be different ... the acoustic ' tickling 'and the overlaid smooth sustained electric guitars were intended to paint a picture of that world. I was still at the point where people were telling me you could not overlay my kind of fully overloaded guitar on an acoustic rhythm. But of course, you can»

Меттерс Фурнісс в своїй книзі «Queen — Uncensored On the Record» стверджує, що композиція нагадує якусь стару англійську фолк — пісню. Ще він зауважує, що це найлегший трек в альбомі, який урізноманітнює зеппелінівський стиль платівки. Нічого особливого автор книги в пісні виділити не зміг.
Террі Стаунтон заявив, що «Some Day One Day» підносить себе як «народну пісню, виконувану компанією біля багаття».
.
Мелодія і текст пісні вплинули на іншу композицію Мея «Long Away» з альбому «A Day at the Races»
.

## Учасники запису
- Браян Мей — електрогітара, акустична гітара, вокал
- Джон Дікон — бас-гітара
- Фредді Мерк'юрі — бек-вокал
- Роджер Тейлор — ударні, бек-вокал